# Monte Verde (Cabo Verde)
O Monte Verde é o ponto mais elevado da ilha de São Vicente, Cabo Verde, com 750 metros de altitude, a uns 8 km para leste da cidade do Mindelo, capital da ilha.
É um ponto de passagem obrigatório para quem visita a ilha de São Vicente.
A vista do topo do Monte Verde é espectacular, podendo avistar-se toda a ilha desde a Baía das Gatas e a Praia Grande até à cidade do Mindelo e o seu porto. Ao fundo vê-se também a majestosa silhueta da vizinha ilha de Santo Antão, assim como as mais afastadas de Santa Luzia e São Nicolau.
É um destino de fim-de-semana muito popular ― apenas a 15 minutos de distância de carro do Mindelo ―, albergando algumas raras espécies endémicas de plantas. Junto ao seu cume estão instaladas antenas de TV, rádio e de telemóvel.

## Lugares próximos
- Calhau, sudeste
- Madeiral, sul
- Seixal, su-sudoeste
- Mato Inglês, sudoeste
- Mindelo, oeste
- Baía das Gatas, nordeste
- Praia Grande, leste
- Praia do Norte, leste

| Ilha de São Vicente |
| --- |
| Zonas e Lugares Baía das Gatas \| Calhau \| Lameirão \| Lazareto \| Madeiral \| Mato Inglês \| Mindelo \| Praia do Norte \| Ribeira da Vinha \| Ribeira de Calhau \| Ribeira de Julião \| Salamansa \| São Pedro \| Seixal |
| Montanhas Fateixa \| Madeiral \| Monte Cara \| Monte Verde \| Tope de Caixa \| Topona |
| Ribeiras Ribeira de Julião |
| Outros Flamengos \| Fontainhas \| João Evora \| Palha Carga \| Pé de Verde \| Praia Grande \| Saragaça \| Viana |
| Cabo Verde \| Sotavento \| São Vicente |